# Тристаннид дирубидия
Тристанни́д дируби́дия — бинарное интерметаллическое неорганическое соединение
рубидия и олова
с формулой Rb2Sn3,
кристаллы.

## Получение
- Сплавление стехиометрических количеств чистых веществ:

{\displaystyle {\mathsf {2Rb+3Sn\ {\xrightarrow {890^{o}C}}\ Rb_{2}Sn_{3}}}}

## Физические свойства
Тристаннид дирубидия образует кристаллы
тетрагональной сингонии,
пространственная группа P 4/mcc,
параметры ячейки a = 0,738 нм, c = 1,280 нм

.
Соединение конгруэнтно плавится при температуре 890°C .